# 久見崎町
久見崎町（ぐみざきちょう）は、鹿児島県薩摩川内市の町。旧薩摩国薩摩郡高江郷久見崎村、薩摩郡高江村大字久見崎、川内市久見崎町。郵便番号は895-0132。人口は353人、世帯数は235世帯（2020年10月1日現在）。
川内川の河口付近の左岸に位置しており、西部は東シナ海に面する。久見崎の港である久見崎浦は江戸時代には薩摩藩の軍港となっていた。町域の西部の海岸には九州電力の川内原子力発電所が所在している。

## 地理
薩摩川内市の甑島列島を除く西端、川内川河口部に位置している。字域の北方には港町、湯島町、南方には寄田町、東方には高江町がそれぞれ接しており、西方には東シナ海が広がっている。久見崎の西部には寄田砂丘と呼ばれる砂丘が形成されている。
町内には泥岩や砂岩、礫岩等からなる下部白亜系の久見崎層が露出しており、二枚貝やアンモナイト、魚類化石が発見されている。
また、川内川には港町とを結ぶ川内河口大橋が通っている。南部には九州電力の川内原子力発電所が所在しており、付近には原子力発電所展示館が所在している。

### 河川
- 川内川（一級河川）

### 湖沼
- みやま池

## 歴史

### 久見崎の成立と中世
久見崎という地名は室町時代より見え薩摩国のうちであった。資料としての初見は平安時代の仁寿3年（853年）の「日本文徳天皇実録」に「薩摩国孝女挹前（クムサキ）福依売」と記載されており、「挹前」は久見崎のこととされている。文禄4年（1595年）の所領替えの際に久見崎は祁答院地方に入部した北郷氏の所領となった。その後慶長6年（1601年）頃には北郷氏が日向都城（現在の宮崎県都城市）に復帰したため、以降久見崎は島津氏の直轄領となった。
久見崎は対岸の京泊と共に川内川河口の入江となっており、天然の良港を形成していた。そのことから久見崎は島津氏の軍港的性格を持つようになった。久見崎の港からは慶長2年（1597年）に文禄・慶長の役に出兵する島津義弘ら薩摩軍が出帆したほか、慶長18年（1613年）には人質として差し出された島津義弘の娘と孫娘が江戸に向け出港している。

### 近世の久見崎

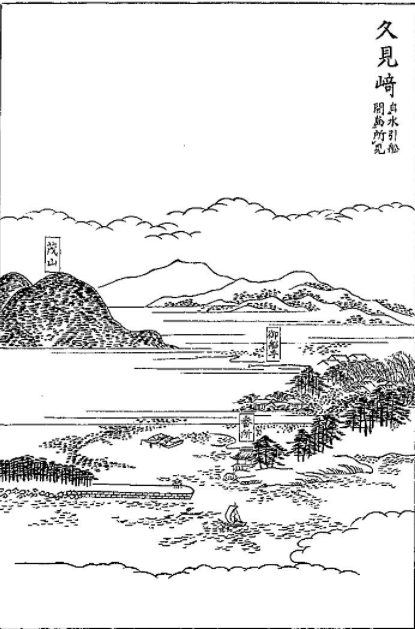
江戸時代の久見崎の絵図（三国名勝図会）

江戸時代には薩摩国薩摩郡高江郷（外城）のうちであった。村高は「御秘文雑集」及び「天保郷帳」では240石余、「三州御治世要覧」では292石余、「旧高旧領取調帳」では343石余であった。
江戸時代には対岸の京泊が商港として栄えた一方で、久見崎は軍港・造船場として栄えた。寛永年間に水引郷星原にあった船手と呼ばれる藩船の管理や貿易の取り締まりを行う役所が当地に移され、薩摩藩より船奉行及び久見崎奉行が置かれていた。久見崎には御船手に関する建物として庁舎1棟、米倉2棟、金庫1棟、船具倉大1棟があり、向田から川内川を下ってきた川船は久見崎で貨物を載せ替え長崎や下関へ廻航していた。
江戸時代後期に薩摩藩によって編纂された「三国名勝図会」には久見崎について以下のように記述されている。

久見崎 久見崎は、當邑の北西端にして、即ち其一村の名とす、西面は大海に臨み、北面は千臺川に沿ひ、海口こゝに在て、河岸に湾曲をなし、官船停泊の要津なり、是を久見崎船手といひ、水引京泊に對岸す、流に従つて河景を窮るもの、此地を以て最勝とす、
—三国名勝図会巻十一
また、川内川は大口や宮之城方面の物資の輸送路として重要な水路となっていた。当地には造船工場があり、幕末には軍艦春日丸が建造されたとされている。
歌人であった与謝野鉄幹は以下のように詠んでいる。

船五つ久見崎につく乗るは皆こころに持ちぬ新しき夢
—与謝野鉄幹

### 町村制施行以降

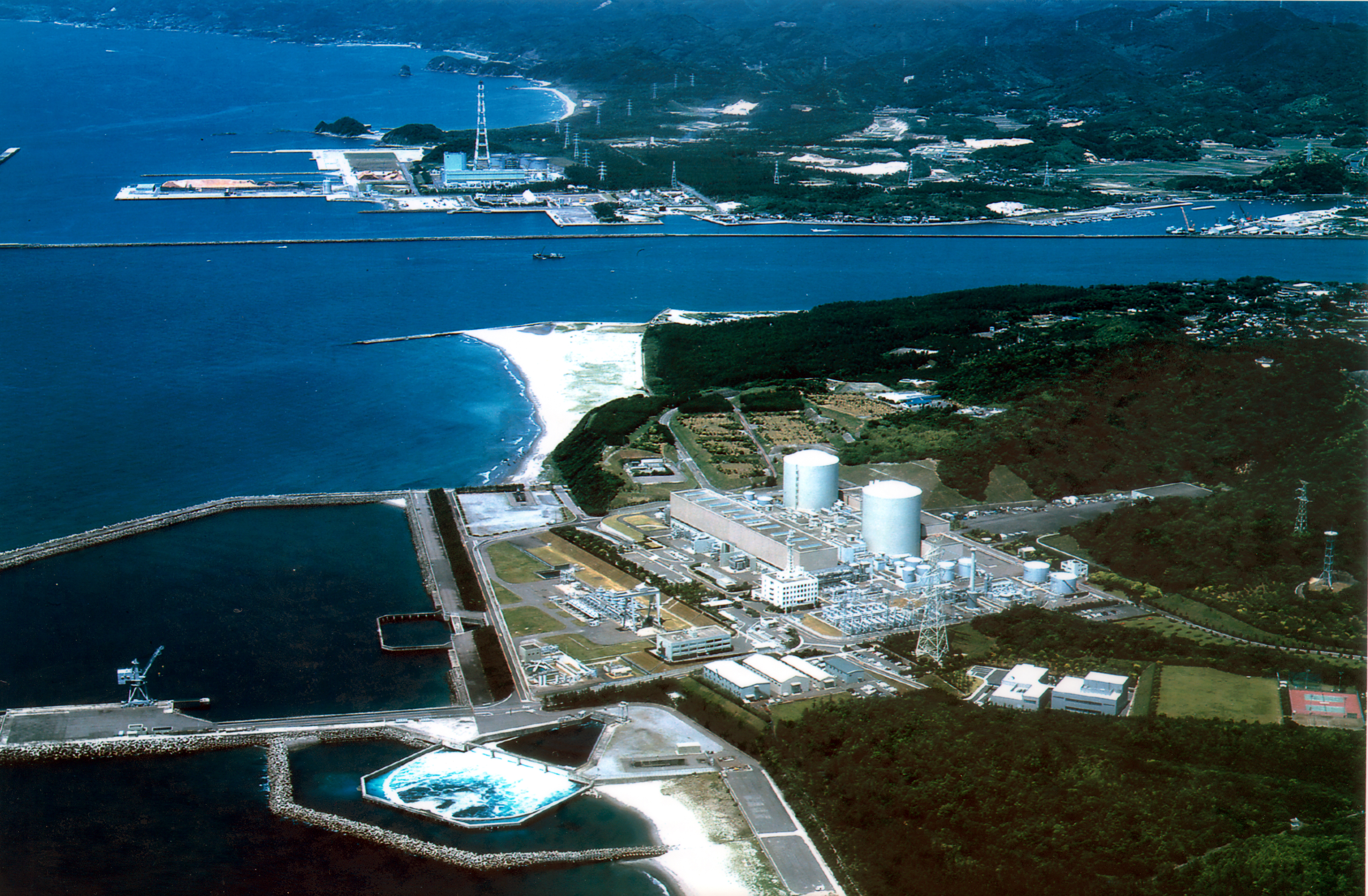
久見崎町に建設された川内原子力発電所

1889年（明治22年）4月1日に町村制が施行されたのに伴い高江郷にあたる高江村、久見崎村、寄田村の区域より薩摩郡高江村が成立した。それに伴い、それまでの久見崎村は高江村の大字「久見崎」となった。
第二次世界大戦中の1945年（昭和20年）7月29日にはアメリカ軍によって久見崎方面の銃撃が行われ、翌日の7月30日には川内川上流から現れたアメリカ軍の爆撃機によって滄浪小学校が銃撃された。当時滄浪小学校には食糧増産のために駆り出された児童らが集合しており、校庭の竹やぶに避難した児童7名が犠牲となり、9名が直撃弾により負傷した。その他、久見崎の住民の1名が銃撃によって負傷し後日死亡している。
1956年（昭和31年）9月30日には高江村が薩摩郡永利村と共に川内市に編入された。同年の10月19日に鹿児島県公報に掲載された「 市村の廃置分合に伴う大字の廃止及び町の新設」（鹿児島県告示）により9月30日付で旧高江村大字久見崎の区域を以て新たに川内市の町「久見崎町」が設置された。
1977年（昭和52年）12月17日に内閣総理大臣であった福田赳夫は、川内市久見崎町に原子力発電所を設置することを許可した。この地区への原子力発電所の設置計画は1964年（昭和39年）に浮上し、同年には川内市議会、1965年（昭和40年）には鹿児島県議会において原子力発電所設置に関する請願が採択された。計画浮上以降、1974年（昭和49年）には久見崎町の主婦による反対署名運動や川内原発建設反対連絡協議会が設立されるなど、原発建設賛成派と反対派の論争が繰り広げられていた。
1978年（昭和53年）には川内原発一号機の起工式が行われ、1983年（昭和58年）には一号機が初臨界に到達し、翌年の1984年（昭和59年）には営業運転を開始した。つづいて二号機も1985年（昭和60年）に営業運転を開始した。
2004年（平成16年）10月12日に川内市、東郷町、入来町、祁答院町、樋脇町、下甑村、上甑村、鹿島村、里村が新設合併し薩摩川内市が設置された。この市町村合併に伴い設置された法定合併協議会において川内市の町・字については「現行通りとする。」と協定されたため、名称の変更は行われずに薩摩川内市の町となった。
2020年（令和2年）、21世紀型産業の育成・川内港との連携による川内港背後地機能の強化・南九州西回り自動車道の全線開通を見据えた物流拠点の整備・地元地区の活性化を目指し、「川内港久見崎みらいゾーン」の造成工事が着工した。本開発事業については薩摩川内市と九州大学大学院芸術工学研究院による「川内港久見崎みらいゾーン産業立地ビジョン」のプロジェクト体制が構築されている。

## 人口
以下の表は国勢調査による小地域集計が開始された1995年以降の人口の推移である。
| 年                 | 人口 |
| ------------------ | ---- |
| 1995年（平成7年）  | 547  |
| 2000年（平成12年） | 456  |
| 2005年（平成17年） | 438  |
| 2010年（平成22年） | 396  |
| 2015年（平成27年） | 368  |
| 2020年（令和2年）  | 353  |

## 産業

### 水産加工業
薩摩川内市の平成29年のシラスの魚種別漁獲量は230トン（海面漁業生産統計調査 平成29年市町村別データ）であり、「その他の魚類」を除くと1位である。このシラスは久見崎町内の加工場でちりめんじゃこに加工される。
まず、午前中に川内川河口沖で漁獲されたシラスは、河口大橋の反対側の川内港で水揚げされる。その後、生のシラスを載せた各加工場のトラックは、荷台にシラスを溢れさせながら河口大橋を渡り、加工場に急ぐ。このため、シーズンに入ると河口大橋にはトラックからこぼれたシラスの薫りがあたりに充ちる。
加工場に届けられたシラスは、茹でられたあとで一次乾燥（冷却）を施される。この段階でのシラスはスーパーに売っているような釜茹で状態である。
そしてここからが久見崎のシラスの大きな特徴となるのだが、加工場の前に広げられた黒い大きな網の上に、職人たちが手作業でシラスを撒いて天日干しさせてゆく。この作業は薄く広く撒くことが求められるため、ある程度の熟練が求められる。また、その性質上雨の日は作業をすることができない。
干されたシラスが完全に乾燥すると、加工場内に取り込み、ごみやカニなどの不純物が混じっていないかの選別作業を行う。その後袋詰めし、大型トラックによって全国各地に配送される。ここまでの流れを一日で完結する。
なお、久見崎町のような天日干しでちりめんじゃこを生産するスタイルは近隣市町村においても現在ほとんど見られなくなっている。

## 文化財

### 県指定
- 久見崎盆踊（想夫恋）（無形民俗文化財）[36]
文禄・慶長の役では島津義弘のもと約1万の薩摩の武士が約50隻の軍船に乗り久見崎より船出した。義弘の子の家久（忠恒）の代になって、この戦で亡くなった敵味方双方の霊を慰めるため、毎年、旧暦の7月14日、現在の8月16日に盛大な慰霊祭を行うようになり、その際に出兵した武士たちの未亡人によって始められたとされる盆踊りである[6][37][38]。1971年（昭和46年）5月31日に県指定の無形民俗文化財となった[39]。
この踊りの踊り手は女性で、高祖頭巾で「面」を包み、男物の紋付き羽織に、背中には脇差しを差した装束で、三味線2名と太鼓1名で歌われる唄に合わせて、踊り手10名以上が円になって踊る。
明治維新後にいったん廃れたが、鹿児島高等農林学校初代校長の玉利喜造などの尽力によって大正時代に再興した。
久見崎盆踊り 想夫恋 歌詞 一 ハー 盆の十四日に 踊らぬ人は (ソーレセー)  ハー 目連尊者の 掟にそむく (ヤットセー ヨーイヤナ)  二 ハー 殿のためなら 涙は出でぬ　(ソーレセー)  ハー 御霊祭りに 盆踊り　　　 (ヤットセー ヨーイヤナ)  三 ハー 切って供えし 緑の髪は　　(ソーレセー)  ハー 亡夫(つま)も見てたも 眉の露 (ヤットセー ヨーイヤナ)  四 ハー お高祖頭巾に 腰巻き羽織　 (ソーレセー)  ハー 少しお顔を 見とうござる (ヤットセー ヨーイヤナ)  五 ハー 先を争う つわもの共が　　 (ソーレセー)  ハー 鉄で固めた この身体　　 (ヤットセー ヨーイヤナ)  六 ハー 盆の十四日の 夜明けの鐘葉 (ソーレセー)  ハー あの世この世の 扉が開く　 (ヤットセー ヨーイヤナ)  七 ハー 寝ては考え 起きては想う　 (ソーレセー)  ハー この身終わるまで 君のため (ヤットセー　ヨーイヤナ)  　―久見崎盆踊り　想夫恋[37]想夫恋という名称の由来については明確な資料が存在しないが、もともと唐楽に「想夫恋」があり、これは中国の楽府「想夫憐」と深い関係性があったとされる。源氏物語「常夏」「横笛」巻の「想夫恋」の引用においては、この「想夫憐」を題材とした「千載佳句」所収の詩句の表現が踏まえられており、琴を弾いていた女性に今まで弾いていた曲について尋ねるものの、それが「想夫憐」であったため、女性がはばかって答えない、とするものである。また、平家物語では離別した夫を想う女性が「想夫恋」を演奏する様子が描写されている[40]。これらのことから、これら古楽が名称の由来になっていると考えれられる。
また、福岡県民謡の黒田節では第二節に「峰のあらしか松風か 訪ぬる人の琴の音か 駒をひきとめ立よれば 爪音たかき想夫恋」とあり、上記古典の影響がみられる。黒田節の成立は貝原益軒がまとめた「黒田家臣伝」の逸話がもととされ[41]、盆踊りとしての想夫恋の始まりより後代にあたる。

### 市指定
- 久見崎ハマボウ自生地（記念物（天然記念物））[42]

### 関連する文化財
- 船大工樗木家関係資料（国指定重要文化財）[43]
久見崎にあった薩摩藩の軍港において船大工を勤めた樗木家に関係する資料であり、船の図面などが記載されている[43]。1995年（平成7年）6月15日に国の重要文化財に指定され、薩摩川内市川内歴史資料館に保管されている[43][7]。

## 施設

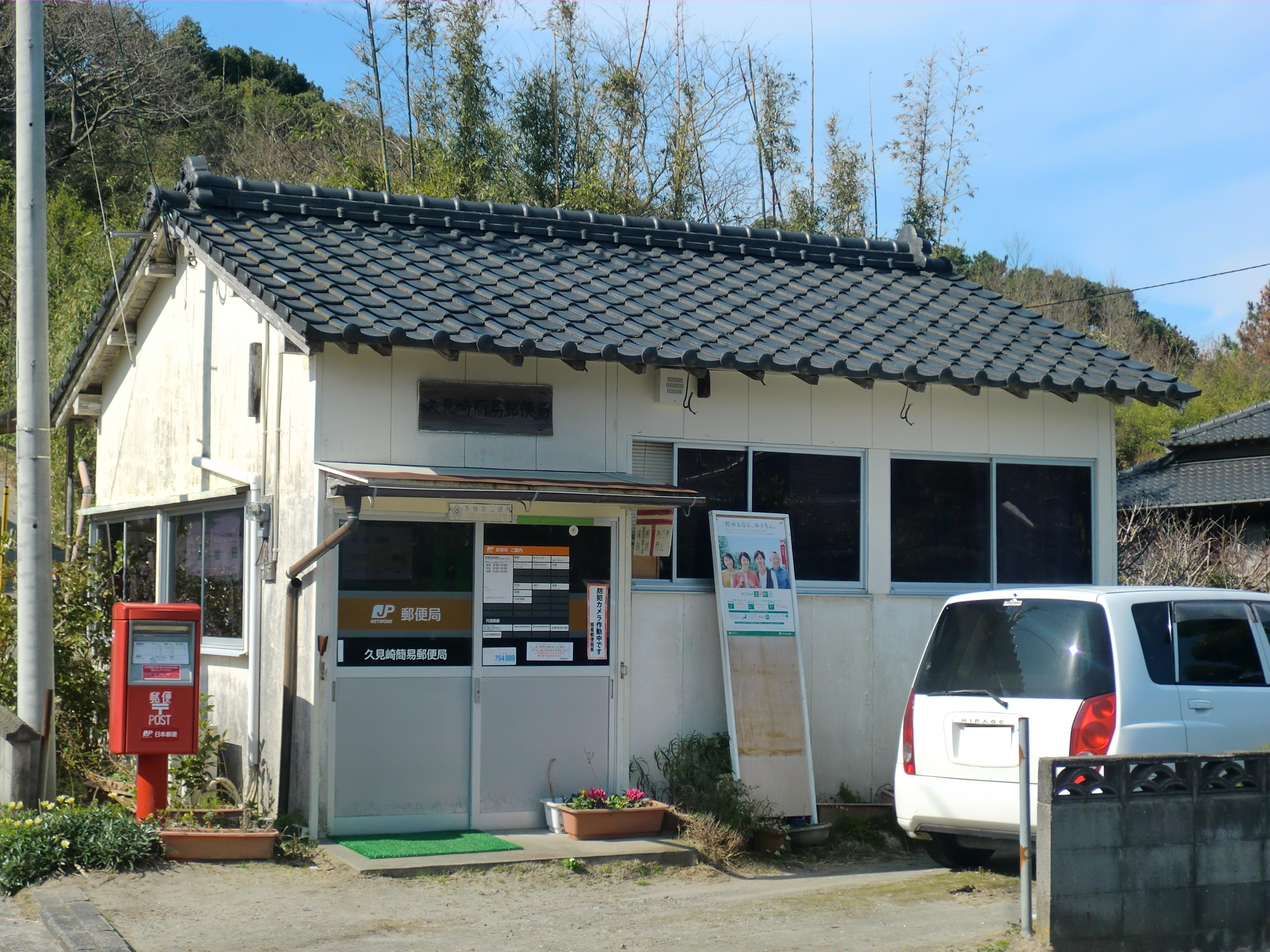
久見崎簡易郵便局

### 公共
- 鹿児島県警察薩摩川内警察署久見崎駐在所[44]
- 滄浪地区コミュニティセンター[45]

### 郵便局
- 久見崎簡易郵便局[46]

### その他
- 九州電力
  - 川内原子力発電所[47]
  - 原子力発電所展示館[48]

## 教育

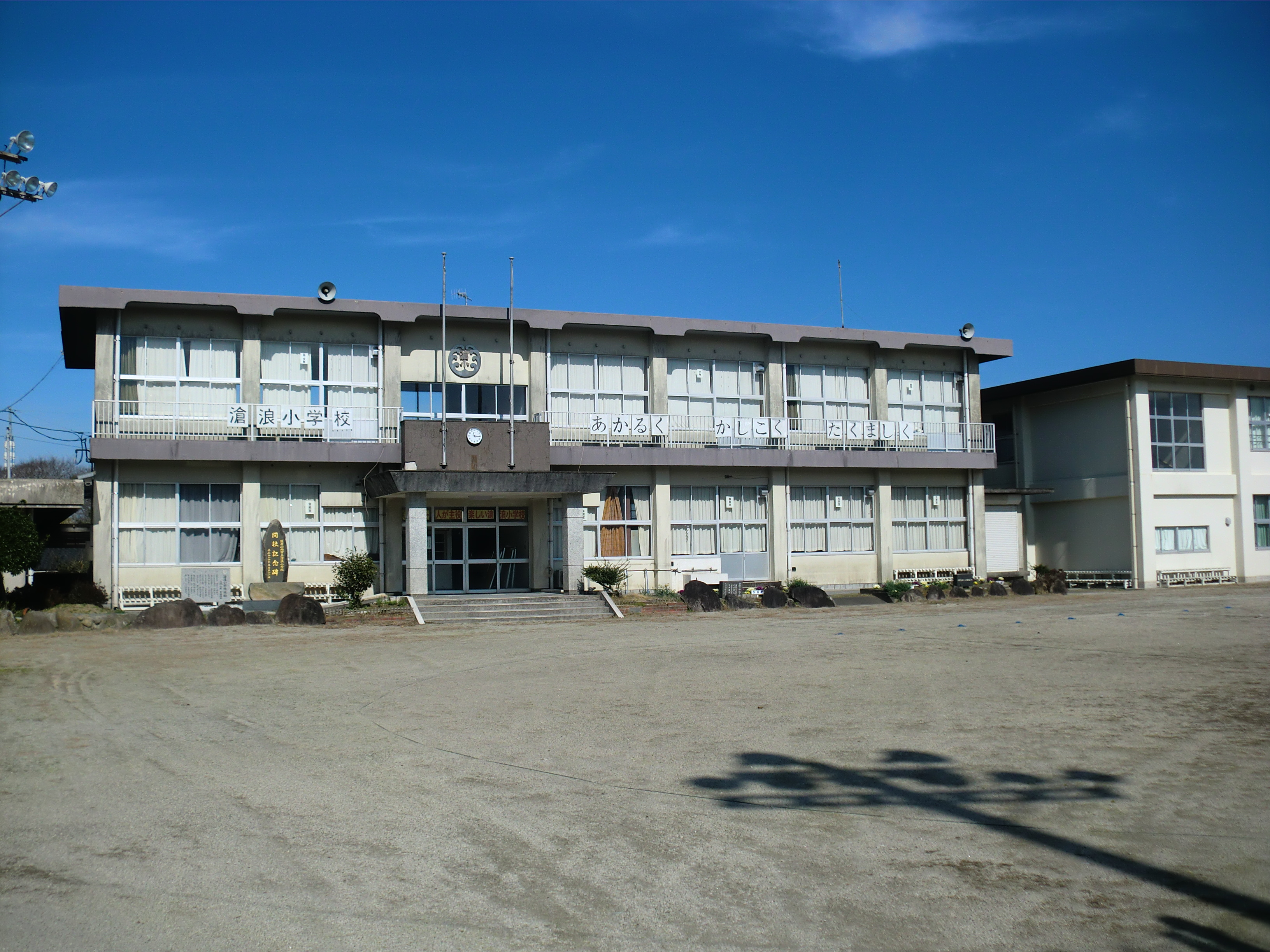
薩摩川内市立滄浪小学校

久見崎町にはかつて薩摩川内市立滄浪小学校が設置されていた。

### 小学校
薩摩川内市立滄浪小学校は、1873年（明治6年）に外城第三十六郷校の分校として設置され、1876年（明治9年）に小学校として創立した。1879年（明治12年）に久見崎小学校、1880年（明治13年）に滄浪小学校と改称し、1886年（明治19年）には簡易科、1892年（明治25年）には尋常小学校となった。2012年3月25日に閉校式が行われ、2012年度より薩摩川内市立水引小学校に統合された。

### 小・中学校の学区
市立小・中学校に通う場合、学区（校区）は以下の通りとなる。
| 町丁     | 番地 | 小学校                 | 中学校                 |
| -------- | ---- | ---------------------- | ---------------------- |
| 久見崎町 | 全域 | 薩摩川内市立水引小学校 | 薩摩川内市立水引中学校 |

## 交通

### 道路
主要地方道
- 鹿児島県道43号川内串木野線

### バス
- 薩摩川内市コミュニティバス高江・土川線[54]
  - 小比良池 - 展示館前 - 想夫恋碑前 - 久見崎 - 久見崎入口 - 倉浦

### 港湾
- 川内港
久見崎地区には小型船用の船溜まりが設置されている[55]。

## 出身人物
- 臼井茂樹（大日本帝国陸軍軍人（少将））[56]
- 若松幸禧（大日本帝国陸軍軍人（中佐））[57]

### 註
1. ↑  2011年度までは久見崎町にあった薩摩川内市立滄浪小学校の校区であった